# Afghan Women's Council
Afghan Women's Council (AWC) var en organisation för kvinnors rättigheter i Afghanistan, grundad 1978.
AWC ersatte sin föregångare, Democratic Women's Organisation of Afghanistan, som hade kommit att anses som för politiskt färgad vid en tidpunkt när president Najibullah ville dämpa den kommunistiska ideologin för att mildra sin relation till den islamistiska motståndsrörelsen, och AWC kom att fungera som en mer apolitisk kvinnoförening. 
AWC leddes fram till 1989 av Masuma Esmati-Wardak, och upprättade lokalkontor i nästan varenda en av landets provinser.
Organisationen propagerade för mänskliga rättigheter och kvinnors rättigheter, och var verksam med hjälparbete riktad till kvinnor och barn. AWC informerade kvinnor om deras rättigheter, gav flickor skolundervisning och kvinnor yrkesklasser och spelade en stor roll som arbetsförmedling som försåg kvinnor med arbete. 
När Sovjetunionen började dra sig ur mellan 1987 och 1989 och regeringen inledde fredsförhandlingar med den islamistiska gerillan, fanns en stor rädsla för att AWC, liksom de rättigheter för kvinnor som kommunistregimen hade gett dem och AWC kommit att symbolisera, skulle offras.  